# Szeghalom
Szeghalom é uma cidade da Hungria, situada no condado de Békés. Tem 217,13 km² de área e sua população em 2019 foi estimada em 8.680 habitantes.